# 伊東建設業協同組合
伊東建設業協同組合（いとうけんせつぎょうきょうどうくみあい）は、静岡県伊東市にあった伊東建設業協会を母体として、1972年（昭和47年）に協同組合として発足した。
発足当初は、伊東駅前に事務所を間借りしていたが、伊豆新聞社が新社屋へ移転したのを契機に旧社屋を買収し、組合本部を移転している。1992年（平成4年）、新事務所を同じ場所に建設し、現在、伊東市内で活発な組合活動を行っている。

## 組織
- 理事長
- 副理事長

上記以外の組合員は、必ず下記の委員会に所属しなくてはならない。
- 総務委員会（年間予算の作成や総会の資料作り、新年総会の開催、6月の道路愛護月間と、8月末の年2回、伊東市内の全区域の国道清掃を分担して行う）
- 事業委員会（各中学校の課外授業の現場見学や現在はISO取得の為の講習会、パソコン教室、建築／土木の一級施工管理士講習会の開催などを手懸ける）
- 技術委員会（組合運営の為の財政基準となる共同購入事業や保障事業などを行う）
- 厚生委員会（組合員の親睦旅行の企画運営を司り、組合員全員が参加でき、楽しめるような運営に力を注いでいる）

理事会では、融資事業の承認・組合の運営方針の検討・各事業の承認などを行っている。